# Barville, Eure

Barville este o comună în departamentul Eure, Franța. În 1 ianuarie 2022 avea o populație de 85 de locuitori.